# Président de la communauté forale de Navarre
Le président de la communauté forale de Navarre (en espagnol : Presidente de la Comunidad Foral de Navarra, en basque : Nafarroako Foru Komunitateko lehendakaria) ou président du gouvernement de Navarre (en espagnol : Presidente del Gobierno de Navarra, en basque : Nafarroako Gobernuko lehendakaria) est le chef du gouvernement de la communauté autonome de Navarre.
La titulaire de ce poste est la socialiste María Chivite depuis le 6 août 2019.

## Élection
L'alinéa 1er de l'article 29 du statut d'autonomie dispose que : « Le président de la communauté forale de Navarre sera élu par le Parlement parmi ses membres, et nommé par le roi. »

### Procédure depuis 2010
Conformément à l'alinéa 2 de l'article 29 du statut, le président du Parlement propose un candidat à la présidence de la Communauté forale, après avoir consulté les porte-paroles des partis ou groupes politiques disposant d'une représentation parlementaire. L'article 174 du règlement du Parlement précise que cette proposition doit être formulée dans les dix jours qui suivent la séance d'installation de la nouvelle législature.
L'article 175 du règlement indique que lors de la séance parlementaire convoquée à cet effet, le candidat expose le programme politique du gouvernement qu'il entend former sans limite de temps. Après une suspension des travaux, les représentants des groupes parlementaires prennent la parole, pour une durée de 30 minutes. Le candidat peut répondre individuellement à chaque ou quelques représentants, ou collectivement à tous ; ces derniers bénéficient d'un droit de réplique, dont la durée est établie par le président du Parlement.
Lors du vote subséquent, qui se tient à bulletins secrets, la majorité absolue des députés est requise, soit 26 voix puisque le Parlement compte 50 députés. Si cette majorité n'est pas atteinte, un second vote est convoqué 24 h plus tard où la majorité relative suffit, celle-ci étant déterminée par un nombre supérieur de votes favorables, sans tenir compte des abstentions, des votes blancs et des votes nuls.
Dans le cas où le candidat échoue à remporter l'investiture, la procédure peut être recommencée. Si aucun candidat n'a été présenté ou n'a obtenu la confiance des députés trois mois après la tenue des élections parlementaires, le Parlement est automatiquement dissous et de nouvelles élections sont convoquées.

### Procédure de 2001 à 2010
Selon l'article 29 du statut dans sa rédaction de 2001 : « Pour être élu, le candidat devra obtenir la majorité absolue lors du premier vote. S'il ne l'obtient pas, un nouveau vote est organisé 24 h après et la confiance sera considérée comme accordée s'il obtient la majorité simple. »
Dans le cas où le Parlement n'a pas élu le président de la Députation forale (Presidente de la Diputación Foral) dans les trente jours qui suivent le tout premier vote, il est automatiquement dissous.

### Procédure de 1983 à 2001
L'article 29 dans sa rédaction de 1982 prévoit que : « Pour être élu, le candidat devra obtenir la majorité absolue lors du premier vote. S'il ne l'obtient pas, un nouveau vote est organisé 48 h après, et la confiance sera considérée comme accordée s'il obtient la majorité absolue lors du deuxième scrutin, ou la majorité simple lors des votes suivants. » Selon l'article 20 de la loi 23/1983 relative à la régulation du gouvernement et de l'administration de la communauté forale de Navarre, le troisième vote se tient 48 h après le deuxième et requiert la majorité simple pour être concluant ; en cas d'échec, un quatrième scrutin est organisé 48 h plus tard dans les mêmes conditions de majorité.
Si le candidat ne s'assure pas de la confiance du Parlement à l'issue de ces quatre votes, un nouveau candidat devra être proposé par le président du Parlement dans les cinq jours. Dans le cas où aucune investiture ne serait survenue dans un délai de deux mois à compter du tout premier vote, le candidat du parti qui dispose du plus grand nombre de sièges est désigné président de la Députation forale.

### Nomination et prise de fonction
Conformément à l'article 175 du règlement, quand un candidat recueille une majorité de soutiens, le président du Parlement le communique au roi afin qu'il procède à sa nomination comme président de la communauté forale de Navarre. L'article 24 de la loi 14/2004 relative au gouvernement de Navarre et à son président dispose que la nomination est opérée par décret royal, publié au Bulletin officiel de l'État et au Bulletin officiel de Navarre.
Le président prend possession de son poste dans un délai de dix jours qui suit la publication de sa nomination au Bulletin officiel de la Navarre, en jurant ou promettant « de respecter, maintenir et améliorer le régime foral, respecter la Constitution espagnole et les lois, et remplir fidèlement les obligations de sa charge », selon les dispositions de l'article 25 de la loi du gouvernement.

## Fonctions
Selon les dispositions de l'article 30 du statut d'autonomie : « Le président de la communauté forale de Navarre assure la plus haute représentation de [la communauté autonome] et la représentation ordinaire de l'État en Navarre. [Il] est président du gouvernement de Navarre. À ce titre, il [...] dirige l'action du gouvernement. »
L'article 30 de la loi du gouvernement de 2004 lui attribue comme compétences : 
- d'assumer la plus haute représentation de la Communauté forale et la représentation ordinaire de l'État en Navarre ;
- d'établir les lignes directrices générales de l'action gouvernementale, conformément à son programme politique, de diriger et coordonner cette dernière, et de représenter le gouvernement navarrais ;
- de promulguer, au nom du roi, les lois forales et d'assurer leur publication au Bulletin officiel de la Navarre et au Bulletin officiel de l'État ;
- de convoquer les élections au Parlement ;
- de prononcer, après délibération du gouvernement, la dissolution du Parlement et convoquer de nouvelles élections ;
- de poser, après délibération du gouvernement, la question de confiance ;
- de créer, modifier, rassembler et supprimer les départements de l'administration forale, en établissant leurs dénominations et leur champ de compétences ;
- de nommer et relever de leurs fonctions les conseillers[b], les vice-présidents le cas échéant, et le porte-parole du gouvernement ;
- de convoquer, fixer l'ordre du jour, présider, diriger, suspendre et lever les réunions du gouvernement ;
- d'ordonner l'exécution des décisions du gouvernement et veiller à leur application ;
- de signer les décrets et les décrets législatifs[c], et ordonner leur publication ;
- d'autoriser les dépenses et les paiements dans les cas prévus par la loi.

## Avantages matériels
L'article 33 de la loi du gouvernement indique que le président de la communauté forale a le droit, : 
- d'utiliser le drapeau et l'écusson de la Navarre comme des symboles propres ;
- de recevoir tous les honneurs dus à sa charge ;
- de présider les actes officiels célébrés sur le territoire navarrais auxquels concourt la Communauté forale, sauf si la loi en dispose autrement.

Le président de la communauté forale de Navarre perçoit une rétribution mensuelle, fixée par l'article 9 de la loi 20/2020 de finances pour 2021 à 75 262,04 €, distribués en quatorze mensualités.

## Fin du mandat
Le mandat du président de la communauté forale prend fin, selon l'article 27 de la loi du gouvernement, en cas de « décès, incapacité physique ou psychique permanente rendant impossible l'exercice de la fonction établie par le gouvernement aux quatre cinquièmes de ses membres au moins, démission, refus de la confiance, adoption d'une motion de censure, tenue des élections au Parlement de Navarre, condamnation judiciaire définitive prévoyant une interdiction d'exercice de la fonction ».
Dans les cas de démission, perte de la confiance, adoption d'une motion de censure et après la tenue des élections parlementaires, le président sortant assume la gestion des affaires courantes jusqu'à l'entrée en fonction de son successeur, conformément à l'article 28 de la loi de gouvernement. En cas de décès, d'incapacité ou d'interdiction d'exercice de la fonction, les dispositions combinées des articles 29 et 26, alinéa 1, prévoient que la présidence est confiée à un vice-président dans l'ordre protocolaire, ou à défaut au doyen des conseillers qui dispose d'un mandat de député ou du doyen des conseillers si aucun n'a de mandat parlementaire.

### Motion de censure
Selon l'alinéa 1er de l'article 35 du statut : « Le Parlement pourra mettre en cause la responsabilité politique du gouvernement au moyen de l'adoption, à la majorité absolue, d'une motion de censure. »
La motion de censure doit être présentée par au moins un cinquième des parlementaires et doit inclure un candidat à la présidence de la communauté forale de Navarre. Elle est débattue dans les dix jours qui suivent sa présentation au bureau du Parlement, en vertu de l'article 179 du règlement du Parlement. Pour être adoptée, lors d'un vote qui ne peut se tenir moins de cinq jours après sa présentation, la motion doit recueillir les votes favorables de la majorité absolue des membres de l'assemblée, conformément à l'article 180 du règlement.
Si la motion de censure est effectivement adoptée, l'alinéa 3 de l'article 35 du statut prévoit que le président de la Communauté forale remet sa démission et le candidat proposé par la motion est nommé pour lui succéder.

## Titre
Selon l'article 29 du statut d'autonomie de 1982, dans sa version de 2010, le titre officiel est « président de la communauté forale de Navarre » (Presidente de la Comunidad Foral de Navarra). La loi forale de 2004 relative au gouvernement de la Navarre et son président utilise, elle, l'expression « président du gouvernement de Navarre » (Presidente del Gobierno de Navarra).

## Titulaires
Les premières élections au Parlement de Navarre ont eu lieu le 3 avril 1979, constituant le premier gouvernement de Navarre, qui avait été créé avec le décret royal pacifié du 25 janvier 1979. Jusqu'en 1984, le gouvernement de Navarre relevait du président de la députation provinciale.
À la suite des élections de 1983, un conflit statutaire oppose le président du Parlement Balbino Bados et le Parti socialiste de Navarre-PSOE, première force parlementaire. Balbino Bados propose en effet au roi le 25 août 1983, à la suite des quatre tours de scrutin, de nommer José Ángel Zubiaur — qui a échoué à remporter une majorité absolue ou une majorité simple — président de la Députation forale en se fondant sur des analyses juridiques qui considèrent que la notion de « candidat du parti disposant du plus grand nombre de sièges » doit s'entendre comme celle du député qui a effectivement été proposé au vote des parlementaires et a accepté de s'y soumettre.
Saisi par le Parti socialiste, le Tribunal constitutionnel infirme le 6 février 1984 la position du président du Parlement et lui intime de convoquer — dans les cinq jours suivant la notification de son jugement — une série de consultations des forces politiques, de désigner un candidat, et de proposer au roi le représentant de la plus importante force politique en sièges en cas d'investiture ratée. Après les échecs du socialiste Gabriel Urralburu puis du conservateur José Luis Monge, Balbino Bados propose au roi de nommer effectivement Gabriel Urralburu, dont le parti dispose du plus grand nombre de députés.
Le poste a été occupé successivement par sept personnes depuis sa création par le statut de 1982, dont trois femmes qui se sont succédé de manière consécutive.